# Campo del Rey

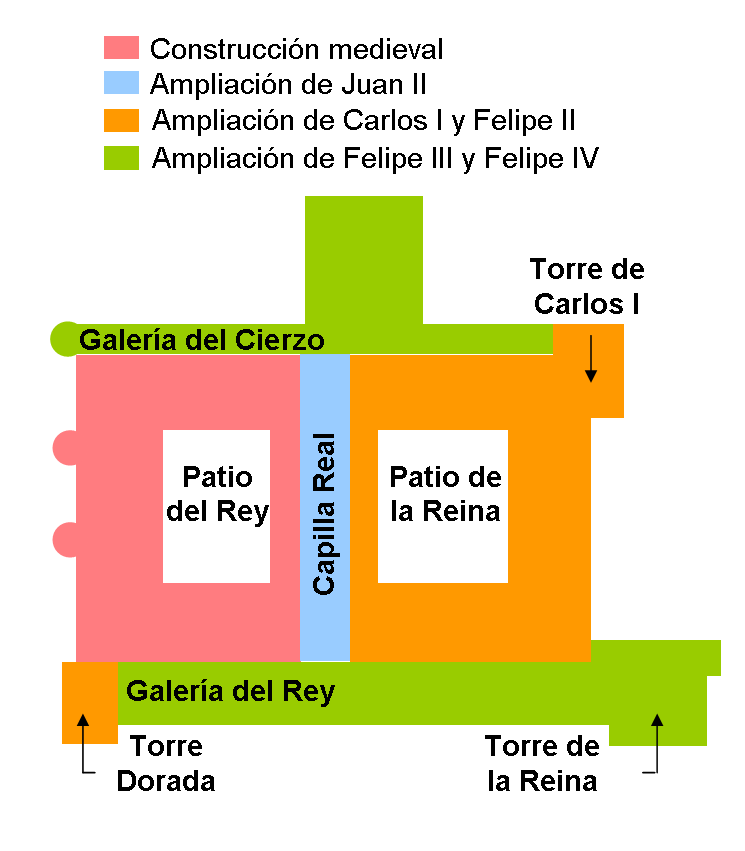
Evolución del Alcázar a palacio Real y del Campo del Rey.

El Campo del Rey (denominada igualmente Plaza del Rey) fue la única plaza medieval de Madrid en el periodo medieval. Se trataba de un solar ubicado en frente del antiguo Alcázar, y hacía las funciones de plaza de armas- Se ubicó en sus cercanías un refugio de mendigos denominado Hospital del Campo del Rey (denominado posteriormente como Hospital de la Merced). El solar fue rehabilitado a mediados del siglo XVI, desapareciendo en las ampliaciones que se hiciiron posteriormente anexas al Alcázar. El espacio de la plaza pasó a ser, ya en época de Carlos III, la plaza de Armería del palacio Real de Madrid.

## Características
Se trataba de un espacio abierto ubicado entre la cava y el Alcázar de Madrid. Trancurria por la diagonal del mismo el arroyo del Arenal. Paralelo a la cava del Alcázar (y al río Manzanares) transcurría un camino que hacía de enlace entre la puerta de la Vega (adyacente al campo del Rey) con la de la Sagra (adyacente a una zona de cultivo). Durante el reinado de Enrique IV a la villa se le concedió el privilegio por el cual se celebraba mercado franco todos los martes en dicha plaza. Con la llegada de Felipe II se produjo la rehabilitación del lugar pasando a ser propiedad del Alcázar.  